# Badminton-Juniorenozeanienmeisterschaft 2019
Die Badminton-Juniorenozeanienmeisterschaft 2019 fand vom 11. bis zum 14. Februar 2019 in Melbourne statt. 

## Sieger und Platzierte
| Disziplin    | Gold                 | Silber                       | Bronze                     |
| ------------ | -------------------- | ---------------------------- | -------------------------- |
| Herreneinzel | Edward Lau           | Joshua Feng                  | Marcus Kong                |
| Herreneinzel | Edward Lau           | Joshua Feng                  | Milain Lohith Ranasinghe   |
| Dameneinzel  | Shaunna Li           | Roanne Apalisok              | Majan Almazan              |
| Dameneinzel  | Shaunna Li           | Roanne Apalisok              | Angela Yu                  |
| Herrendoppel | Jack Yu Angela Yu    | Edward Lau Shaunna Li        | Ricky Tang Majan Almazan   |
| Herrendoppel | Jack Yu Angela Yu    | Edward Lau Shaunna Li        | Ryan Venpin Kaitlyn Ea     |
| Damendoppel  | Ryan Tong Jack Wang  | Ricky Tang Otto Xing De Zhao | Dimitri Han Daniel Hocking |
| Damendoppel  | Ryan Tong Jack Wang  | Ricky Tang Otto Xing De Zhao | Marcus Kong Jack Yu        |
| Mixed        | Kaitlyn Ea Angela Yu | Majan Almazan Kelly Xu       | Angie Liu Amelia Lowe      |
| Mixed        | Kaitlyn Ea Angela Yu | Majan Almazan Kelly Xu       | Ella Smith Jenny Zhu       |
| Mannschaft   | Australien           | Neuseeland                   | Tahiti                     |